# Haworthia sparsa
Haworthia sparsa är en grästrädsväxtart som beskrevs av M. Hayashi. Haworthia sparsa ingår i släktet Haworthia och familjen grästrädsväxter. Inga underarter finns listade i Catalogue of Life.